# Bugat járás (Bulgan)
Bugat járás (mongol nyelven: Бугат сум) Mongólia Bulgan tartományának egyik járása. Területe 3100 km². Népessége kb. 2300 fő.
Székhelye Bugat (Бугат), mely 45 km-re északra fekszik Bulgan tartományi székhelytől.